# Robert III. Flanderský
Robert III. Flanderský (1249 – 17. září 1322, Ypry), také zvaný Robert z Béthune nebo Lev z Flander (De Leeuw van Vlaanderen), byl od roku 1273 hrabětem z Nevers a od roku 1305 flanderským hrabětem.

## Život
Robert se narodil jako nejstarší syn Víta z Dampierre a jeho první manželky Matyldy z Béthuné. Jeho otec na něj v listopadu 1299 v zásadě přenesl vládu ve Flandrech, během války s francouzským králem Filipem IV. Otec i syn byli v květnu 1300 zajati a Robert byl propuštěn až v roce 1305.
Robert z Béthune získal vojenskou slávu v Itálii, když bojoval na straně svého tchána Karla I. Sicilského (1265–1268) proti Štaufům, Manfrédovi a Konradinovi. Společně s otcem se v roce 1270 zúčastnil osmé křížové výpravy (kruciáty), vedené francouzským králem Ludvíkem IX. Po návratu z kruciáty byl nadále věrným pomocníkem svého otce, a to jak v politicky, tak vojensky v boji proti pokusům francouzského krále Filipa IV. o připojení Flander ke statkům francouzské koruny.
Vít z Dampierre především pod synovým vlivem 20. ledna 1297 přerušil veškerá feudální pouta s francouzským králem. Když se zdál odpor beznadějný, nechal se Robert spolu s otcem a bratrem Vilémem z Crèvecoeur v květnu 1300 zajmout a odvézt k francouzskému králi. Krátce před tím se stal de facto vládcem Flander. Uvězněn byl na hradě Chinon. Navzdory všeobecnému přesvědčení a romantickému ztvárnění Hendrika Conscience v jeho románu o těchto událostech (Lev Flanderský) se Robert nezúčastnil bitvy o zlaté ostruhy.
V červenci 1305, kdy jeho otec zemřel v zajetí, mu bylo dovoleno vrátit se do své země. Vládu hraběte Roberta poznamenala smlouva z Athis-sur-Orge mezi ním a králem Filipem. Nakonec dosáhl určitého úspěchu při přimění venkova a měst k plnění svých povinností. V dubnu 1310 však začal s podporou svých poddaných a rodiny radikálně vzdorovat Francouzům. Diplomaticky i vojensky se mu podařilo postavit se proti francouzskému králi. V prosinci 1318 vyslal anglický král Eduard II. své šlechtice, aby zprostředkovali domluvu mezi Robertem a Vilémem II. Holandským, aby usnadnil průchod obchodu. Když Robert v roce 1319 pochodoval do Lille, milice z Gentu s ním odmítla překročit řeku Leie. Když na něj naléhal i jeho vnuk Ludvík z Nevers, Robert bitvu vzdal a v roce 1320 odešel do Paříže, aby obnovil feudální pouta s francouzským králem.
Robert zemřel v září 1322 a jeho nástupcem se stal jeho vnuk Ludvík.
Pohřben byl hrabě v katedrále sv. Martina ve městě Ypry; jeho výslovným přáním bylo, aby byl pohřben ve vlámské půdě. Když se oblasti Lille a Douai opět staly součástí Flander, bylo jeho tělo přeneseno do opatství Flines u Douai, kde byla pohřbeni jeho první manželky i jeho otec.

## Manželství a potomci

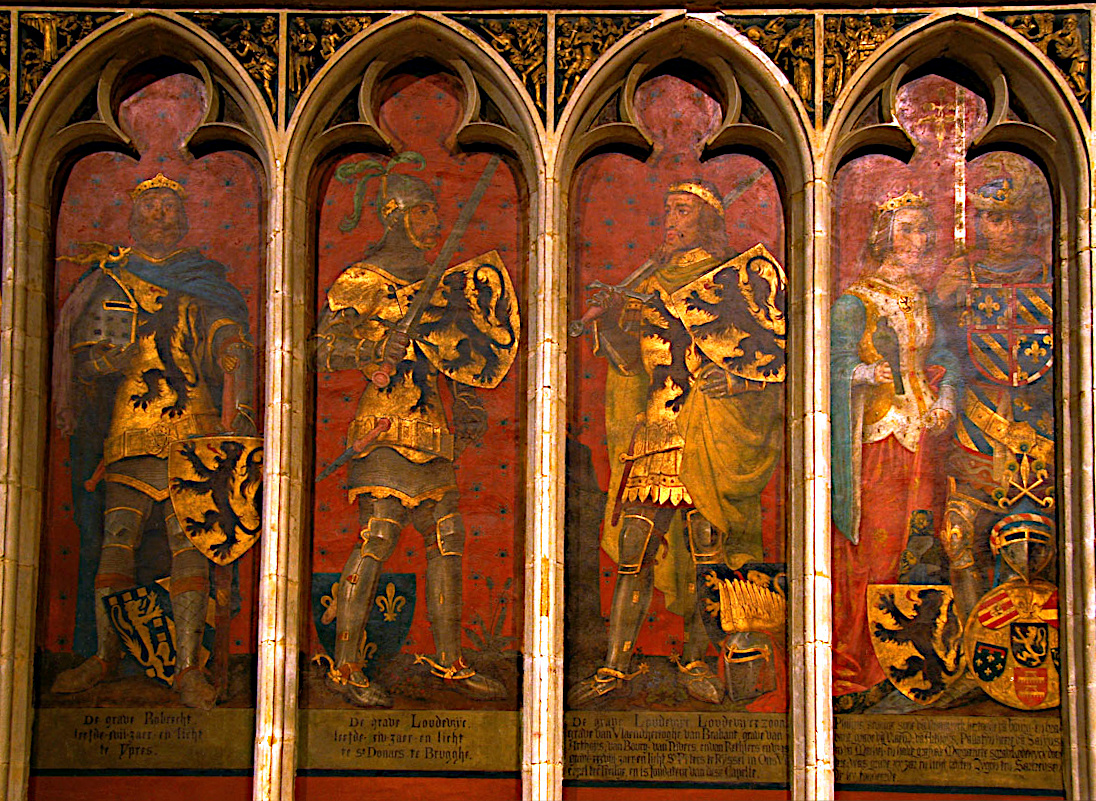
Robert (vlevo) zobrazen se svými bezprostředními následníky: vnukem Ludvíkem I., pravnukem Ludvíkem II. a prapravnučkou Markétou III. s jejím manželem Filipem Burgundským.

Robert se dvakrát oženil. Jeho první manželkou se v roce 1265 stala Blanka Sicilská, dcera krále Karla I. a Beatrix Provensálské. Měli spolu jednoho syna, který však zemřel malý.
Blanka v roce 1269 zemřela a Robert se asi o dva roky později (1271) znovu oženil s Jolandou Burgundskou, nejstarší dcerou Oda Burgundského a vdovou po francouzském princi Janu Tristanovi z Nevers. S Jolandou měl Robert pět dětí:
- Ludvík I. z Nevers (1274–1322)
- Robert z Marle (?–1331)
- Johana Flanderská (?–1333)
- Jolanda Flanderská (?–1313)
- Matylda Flanderská (?–1330)